# Paul Fiebig
Paul Fiebig, född 3 februari 1876 i Halle, död 11 november 1949 i Kalbe, var en tysk teolog.
Paul Fiebig var professor i Nya Testamentets exegetik i Leipzig 1930–1942. Han ägnade i sin forskning särskilt intresse åt den nytestamentliga traditionens förhållande till den rabbinska traditionen. Bland hans skrifter märks Jesu Bergpredigt. Rabbinische Texte. (1924), Der Erzählungsstil der Evangelien im Lichte des rabbinischen Erzählungsstils (1925) och Rabbinische Formgeschichte und Geschichtlichkeit Jesu (1931).